# Devenez sorciers, devenez savants
 (avril 2023).
Si vous disposez d'ouvrages ou d'articles de référence ou si vous connaissez des sites web de qualité traitant du thème abordé ici, merci de compléter l'article en donnant les références utiles à sa vérifiabilité et en les liant à la section « Notes et références ».
Devenez sorciers, devenez savants est un pamphlet et un essai de vulgarisation scientifique publié aux éditions Odile Jacob par Georges Charpak et Henri Broch en 2002.

## Résumé
Les auteurs se livrent à une critique des disciplines considérées par les scientifiques comme des pseudo-sciences, et principalement des tenants de la parapsychologie et du paranormal. Un certain nombre de « trucs » de mystificateurs sont expliqués et diverses erreurs classiques de raisonnement sont démontées. Les auteurs s'en prennent notamment à Élizabeth Teissier, à TF1, mais aussi Arte (dont il est rappelé que pour sa première journée de diffusion hertzienne, sa première émission « scientifique » a été consacrée aux influences prétendues sur la matière de la forme pyramidale), aux adversaires des OGM et aux « antinucléaires ». Des données sociologiques sur la croyance des Français au paranormal sont citées en annexe.